# Ushiro Keisuke
Ushiro Keisuke (tiếng Nhật: 右代啓祐 – Hữu Đại Khải Hựu) sinh ngày 24 tháng 7 năm 1986 tại Ebetsu, là một vận động viên mười môn phối hợp người Nhật. Vận động viên này đã thi đấu tại Thế vận hội Mùa hè 2012.
Tại Thế vận hội Mùa hè 2016, anh tham gia thi mười môn phối hợp, xếp thứ 20; anh đồng thời là người cầm cờ cho đoàn Nhật Bản ở lễ diễu hành khai mạc.

## Thành tích thi đấu
| Năm               | Giải đấu                      | Địa điểm               | Thứ hạng          | Nội dung          | Chú thích         |
| Đại diện Nhật Bản | Đại diện Nhật Bản             | Đại diện Nhật Bản      | Đại diện Nhật Bản | Đại diện Nhật Bản | Đại diện Nhật Bản |
| ----------------- | ----------------------------- | ---------------------- | ----------------- | ----------------- | ----------------- |
| 2010              | Á vận hội                     | Quảng Châu, Trung Quốc | 4                 | Mười môn phối hợp | 7702 điểm         |
| 2011              | Giải vô địch thế giới         | Daegu, Hàn Quốc        | 20                | Mười môn phối hợp | 7639 điểm         |
| 2012              | Giải vô địch trong nhà châu Á | Hàng Châu, Trung Quốc  | 2                 | Bảy môn phối hợp  | 5590 điểm         |
| 2012              | Thế vận hội                   | Luân Đôn, Anh          | 20                | Mười môn phối hợp | 7842 điểm         |
| 2013              | Giải vô địch thế giới         | Moskva, Nga            | 22                | Mười môn phối hợp | 7751 điểm         |
| 2014              | Á vận hội                     | Incheon, Hàn Quốc      | 1                 | Mười môn phối hợp | 8088 điểm         |
| 2015              | Giải vô địch thế giới         | Bắc Kinh, Trung Quốc   | 20                | Mười môn phối hợp | 7532 điểm         |
| 2016              | Thế vận hội                   | Rio de Janeiro, Brazil | 20                | Mười môn phối hợp | 7952 điểm         |